# Championnats du monde de vol à ski 2014
Navigation
Vikersund 2012 Kulm 2016
La 23e édition des championnats du monde de vol à ski s'est déroulée du 13 mars 2014 au 16 mars 2014 sur le Čerťák à Harrachov en République tchèque. En raison des conditions climatiques les 3e et 4e saut de la compétition individuelle sont annulés. Le vent empêchera également la tenue de la compétition par équipe.

## Format des épreuves
| q | Qualification | C | Concours |

| Évènements         | Évènements | Calendrier | Calendrier | Calendrier | Calendrier |
| Évènements         | Évènements | 13         | 14         | 15         | 16         |
| Évènements         | Évènements | Mars 2014  |            |            |            |
|                    |            |            |            |            |            |
| Hommes             |            |            |            |            |            |
| HS 205             | q          | C          | C          |            |            |
| HS 205 par équipes |            |            |            | C          |            |
|                    |            |            |            |            |            |

| Médaillés aux Championnats du monde de vol à ski 2014 |

| Épreuves                               | Or             | Argent        | Bronze      |
| -------------------------------------- | -------------- | ------------- | ----------- |
| HS 205 résultats détaillés             | Severin Freund | Anders Bardal | Peter Prevc |
| HS 205 par équipes résultats détaillés |                |               |             |

## Résultats détaillés

### HS 205
| Rang               | Sauteur          | Saut 1   | Saut 1 | Saut 2   | Saut 2 | Saut 3   | Saut 3 | Saut 4   | Saut 4 | Total  |
| Rang               | Sauteur          | Distance | Points | Distance | Points | Distance | Points | Distance | Points | Total  |
| ------------------ | ---------------- | -------- | ------ | -------- | ------ | -------- | ------ | -------- | ------ | ------ |
| Médaille d'or      | Severin Freund   | 203.5    | 199.4  | 191.5    | 191.6  |          |        |          |        | 391.00 |
| Médaille d'argent  | Anders Bardal    | 203.5    | 192.2  | 188.0    | 187.7  |          |        |          |        | 379.9  |
| Médaille de bronze | Peter Prevc      | 200.0    | 200.4  | 183.0    | 175.2  |          |        |          |        | 375.6  |
| 4                  | Noriaki Kasai    | 187.5    | 182.3  | 193.0    | 192.3  |          |        |          |        | 374.6  |
| 5                  | Kamil Stoch      | 186.0    | 177.3  | 190.0    | 186.5  |          |        |          |        | 363.8  |
| 6                  | Roman Koudelka   | 185.5    | 172.8  | 197.0    | 189.8  |          |        |          |        | 362.6  |
| 7                  | Anders Fannemel  | 182.0    | 170.2  | 187.0    | 182.3  |          |        |          |        | 352.5  |
| 8                  | Dmitry Vassiliev | 197.0    | 184.3  | 175.0    | 165.9  |          |        |          |        | 350.2  |
| 9                  | Thomas Diethart  | 183.0    | 169.3  | 184.0    | 179.7  |          |        |          |        | 349.0  |
| 10                 | Maciej Kot       | 184.5    | 171.3  | 183.5    | 176.5  |          |        |          |        | 347.8  |

### HS 205 par équipes
Compétition annulée.